# 約翰·皮爾格
約翰·理查德·皮爾格（英語：John Richard Pilger，/ˈpɪldʒər/；1939年10月9日—2023年12月30日）是一名澳大利亞記者和紀錄片製片人，並曾獲得英國電影和電視藝術學院（BAFTA）的獎項。自1962年開始，他一直主要在英國發展。
皮爾格猛烈批評美國、澳大利亞和英國的外交政策，他認為這些外交政策是帝国主义的表現；他還批評了他的祖國對澳大利亞土著居民的政策。他因其關於紅色高棉大屠殺的開創性報導而首次受到國際的讚譽。
他作為紀錄片製作人的職業生涯開始於他在訪問越南期間製作的《安靜叛變》（英語：The Quiet Mutiny，1970年），並從那時起繼續製作了50多部紀錄片。這種形式的其他作品包括關於柬埔寨波爾布特政權的結局的《零年》（1979年），以及《國家之死：帝汶陰謀》（1993年）。皮爾格也有許多關於澳大利亞土著的紀錄片，包括《秘密國家》（1985年）和《烏托邦》（2013年）。在英國平面媒體方面，皮爾格在1963年至1986年在《每日鏡報》工作，並在1991年至2014年期間為《新政治家》雜誌撰寫專欄。
皮爾格在1967年和1979年贏得了英國年度新聞記者獎。他的紀錄片在英國以至全世界都獲得了許多獎項他的紀錄片在英國和全世界都獲得了獎項，包括多項BAFTA榮譽。主流媒體的習慣和慣例是皮爾格的作品中的恆常議題。

## 對主流媒體的批評
皮爾格批評了許多主流媒體的記者。在比爾·克林頓總統在美國執政期間，皮爾格曾抨擊英美計劃，認為其是「大西洋主義共濟會」的一個例子。他在1998年11月聲稱「許多成員都是記者——任何戀棧權力和宣傳的網絡中必不可少的步兵」。2002年，他說「現在很多記者只不過是奧威爾所說的官方真相的發佈渠道和和應者」。
在2003年，他批評自由派左翼支持伊拉克戰爭評論員，他稱他們為「自由干預主義者」，例如，他稱大衛·阿羅諾維奇為一個戴著「自由主義者」面具的「右翼挑釁者」。同年，阿羅諾維奇回應了皮爾格一篇有關主流媒體的文章，指這只是他「典型的、有關大部分記者的腐敗（例如我【阿羅諾維奇】）對少數人的勇敢（例如他）」的文章的其中一篇。
另一次，在與林肯大學的新聞系學生演講時，皮爾格說，主流新聞等於是企業新聞，因此他認為，它代表了既得公司利益、而不是公眾利益。
2014年9月，皮爾格批評《衛報》和其他西方媒體對馬來西亞航空17號航班空難事件的報導，寫道：「在沒有任何證據的情況下，美國和其北約盟友及其媒體機器將其歸咎於烏克蘭的俄羅斯民族『分裂主義者』，並暗示莫斯科是元兇」。他斷言「這些報社沒有認真地試圖找出是誰和為什麼擊落飛機」。

### BBC
皮爾格在2002年12月寫道，英國廣播公司要求的「公正」是「對既定權威的共識的委婉說法」。他寫道，「英國廣播公司的電視新聞忠實地回應了」政府的，「讓公眾對布萊爾攻擊伊拉克的態度軟化的宣傳」。
在他的紀錄片《你不看見的戰爭》（2010年）中，皮爾格再度提及這一事件，並指責BBC未能涵蓋陷入了阿富汗和伊拉克的戰爭中的受害者、平民的觀點。
他還指出在1959年至1980年代後期有48部紀錄片在愛爾蘭，為BBC和ITV製作的48部紀錄片，在播送之前被推遲或修改，或完全被壓制。

## 個人生活
皮爾格曾與記者斯卡斯·弗萊特（英語：Scarth Flett）結婚，他們有一個兒子，山姆（英語：Sam）。山姆於1973年出生，是體育作家。他後來與記者伊馮娜·羅伯茨育有一個女兒，名為蘇伊·皮爾格，蘇伊於1984年出生，是一位作家和藝術評論家。

## 獎項和榮譽
英國新聞獎，前稱英國新聞獎（英語：British Press Awards）
- 1966年：年度描述性作家獎（英語：Descriptive Writer of the Year）[25]
- 1967年：年度記者獎（英語：Journalist of the Year）[25]
- 1970年：年度國際記者獎（英語：International Reporter of the Year）[26]
- 1974年：年度新聞記者獎（英語：News Reporter of the Year）[26]
- 1978年：年度競選記者將（英語：Campaigning Journalist of the Year）[26]
- 1979年：年度記者獎（英語：Journalist of the Year）[26]

其他獎項
- 1991年：BAFTA理查德·迪姆布比（英语：Richard Dimbleby）電視獎[27]
- 1991年：第十九屆國際艾美獎（英语：19th International Emmy Awards）：紀錄片《柬埔寨，背叛》（英語：Cambodia, the Betrayal）[28]
- 2009年：悉尼和平獎（英语：Sydney Peace Prize）[29]
- 2011年：英國格里爾森信託獎（英語：Grierson Trust Award）[30]
- 2017年：東帝汶勳章（英语：Order of Timor-Leste）[31]

## 評論
- 美國小說家、記者、戰地記者瑪莎·蓋爾霍恩指「（約翰·皮爾格）選取了有關公義和不公義的偉大主題……他記錄並展示了我們被告知，並且大多數人都接受或者懶得思考的官方的謊言。（他）屬於一個歷史悠久且無止境的全球團體——具有良心的男人和女人。在這團體中，有些人像托馬斯·潘恩和威廉·威伯福斯一樣有名，有些人則不為人知，組成一個小團體，稱自己是「反對炸彈的祖母」（英語：Grandmothers Against The Bomb）……如果他們贏了，速度很慢，但卻不會完敗。在我看來，他們是人類的尊嚴之證明。約翰在他們中間有一個確定的位置，我會說他是這一代人的創始成員。」[32]
- 諾姆·喬姆斯基如此評論皮爾格：「約翰·皮爾格的作品經常在黑暗時期成為光明的燈塔。他帶來的現實一直是一種啟示，一遍又一遍，他的勇氣和洞察力不斷得到啟發。」[33]
- 諾貝爾獎得主、停止戰爭聯盟成員哈羅德·品特指：「約翰·皮爾格無所畏懼。他在注意事實下，發掘骯髒的真實，並將它們按真相說出……我向他致敬。」[10]
- BBC世界事務編輯約翰辛普森（英语：John Simpson (journalist)）指：「一個新聞業中沒有約翰·皮爾格的國家確實是一個非常虛弱的地方。」[34]
- 英美作家克里斯托弗·希欽斯則如此評論皮爾格：「我記得我當時認為他在越南的製作的作品非常好。我敢說，如果我回頭再看一遍，我可能還會很佩服它。但是，有一個被過度使用並且可能被濫用的詞語——即「反美」——必須用於他身上。所以，對我來說，這點有點破壞了這部作品……即使我傾向於同意（他的看法）。」[35]
- 《經濟學人》的專欄作家列克星敦頓（英語：Lexington）批評了皮爾格有關阿拉伯起義的報導，指他「認為阿拉伯的起義顯示西方，特別是美國是『法西斯主義者』」，並補充：「大多數阿拉伯抗議者想要的，是他們非常清楚可以在西方獲得的那些自由，即使皮爾格並不是如此認為。」[36]
- 安東尼·海沃德（英语：Anthony Hayward）在評論皮爾格的紀錄片的《打破沉默：約翰·皮爾格的電影》（英語：Breaking the Silence: The Films of John Pilger）[37]中指「半個世紀以來，對於那些在權威的建制派面前沒有發聲的機會的人來說，他的聲音是最強烈的。他的作品，特別是他的紀錄片，也使他成為一名稀有的普遍知名的記者、他為之戰鬥的人的捍衛者以及他所揭露的政治家和其他人的禍根。」[38]
- 《紐約》雜誌的專欄作家喬納森·柴特（英语：Jonathan Chait）回應了皮爾格在2014年5月13日的《衛報》上撰寫，關於烏克蘭的專欄。[39]柴特認為皮爾格「捍衛弗拉基米爾·普京，理由是他反對萬惡之源——美國的立場」，滑稽地「嘗試將企圖掠奪土地的極端民族主義獨裁者弗拉基米爾·普京視作法西斯的敵人。」[40] 歐洲自由電台聲稱皮爾格的專欄中含有關於2014年5月敖德薩悲劇的虛假報導。[41][42]

## 外部連結
- 約翰·皮爾格的X（前Twitter）
- 官方网站
- 約翰·皮爾格在互联网电影资料库（IMDb）上的資料（英文）
- Freedom Next Time: Filmmaker & Journalist John Pilger on Propaganda, the Press, Censorship and Resisting the American Empire （页面存档备份，存于）, Democracy Now!（英语：Democracy Now!）, 7 August 2007
- John Pilger at Random House Australia （页面存档备份，存于）